# Фудбалска опрема
Фудбалска опрема је стандардна и обавезна за све играче и судије у фудбалу. Правила игре одређују минималну опрему која је потребна за сваког играча, те забрањују коришћење ичега што може бити опасно за остале играче или самог играча. Наиме, правила појединог фудбалског такмичења могу проширити ова правила даљим ограничењима, попут обавезног ношења броја на дресовима.

## Обавезна опрема
Правила игре траже од свих играча да користе основну опрему која се састоји од следећих предмета:
- Мајица (дрес),
- Кратке панталоне (шортс),
- Копачке,
- Штитници за потколеницу (костобрани),
- Дуге чарапе (штуцне).

Голмани морају носити опрему којом се битно разликују од свих осталих играча.

## Остала опрема
Голмани готово увек носе рукавице, које по правилима нису обавезне. Сваком играчу је такође дозвољено носити рукавице. Неки голмани носе и капе, које их штите од одсјаја сунца. Играчи с проблемима с видом носе посебно обликоване наочаре које не могу пасти, јер је коришћење оптичких наочара строго забрањено (најпознатији пример играча који користи посебне наочаре је Едгар Давидс). Накит, сатови и остали непотребни предмети су строго забрањени.

## Судијска опрема
Традиционално, све фудбалске судије користе комплетно црну опрему, иако се у задње време све више и више повећава број „шарених“ опрема. На судијском дресу постоји и џеп у којем стоје жути и црвени картон, бележница у коју се уписују опоменути играчи и наравно оловка. У последње време, судијама је дозвољено да носе тзв. спортски спреј ради обележавања места где се изводи слободан ударац.